# Nomada californiae
Nomada californiae är en biart som beskrevs av Cockerell 1903. Nomada californiae ingår i släktet gökbin, och familjen långtungebin. Inga underarter finns listade i Catalogue of Life.